# Його і її Різдво
Його і її Різдво — комедійний фільм 2005 року.

## Сюжет
Намагаючись врятувати маленьку місцеву газету «Голос округу Мерії» від поглинання великим процвітаючим видавництвом «The Sun», Ліз Медісон створює колонку, присвячену Різдву, яка швидко завойовує популярність у читачів.